# Malanga (banda de Venezuela)
Este artículo se refiere a un grupo venezolano de rock. Para el género de plantas tropicales, véase Xanthosoma.
Para el grupo musical colombiano, véase Malanga (Colombia).
Malanga es una agrupación musical venezolana. Su estilo es el Pop-Rock, con toques funky y latinos. Ha sido una de las bandas más importantes de Venezuela, con una producción discográfica de cuatro álbumes y con canciones que han llegado al primer puesto en las carteleras del país. Ha logrado cierta proyección en el mercado hispano ganando premios como el "Disco Rojo", de España. 
El nombre de la agrupación tiene varios significados, Malanga es el nombre de una posición del Kamasutra, igualmente es la denominación de una fruta tropical que tiene su origen en Cuba.

## Biografía

### Inicios
La historia de Malanga comenzó a mediados de 1998, cuando "Ari", "Rudy", "Chapis" y "Juan" conforman el grupo musical. Un año después, iniciaron la grabación de su primer álbum con la discográfica BMEG Records, en Caracas. Sin embargo, para agosto de 1999 firmaron con la discográfica Líderes Entertainment Group, quien en octubre, publicó su primer álbum Ta' Trancao.

### Ta' Trancao (1999)
Ta' Trancao: Fue un disco de ritmos variados que contenía canciones con sonidos tropicales, como: "Ay, guana parrandear", "Mapanare", "Vueltas" y "Sácame el jugo", y otras con toques no tropicales como: "Te Vas" y "Déjala". También destacan temas como "Cacho pelao", "Mai Lof" o "Loba". 
Su primera presentación para promocionar el álbum, fue en Caracas, en el teatro Teresa Carreño, como teloneros de Fito Páez, durante el mes de diciembre. Para febrero de 2000, iniciaron una gira por Venezuela junto a otras bandas. Posicionando 5 temas en las emisoras de radio nacionales: "Déjala", "Te Vas", "Vueltas", "Mai Lof" y "Sácame el jugo".
La canción "Déjala" (primer sencillo) permitió a la banda proyectarse a nivel internacional, pues en marzo de 1999, inician una gira en trece ciudades de España. Debido a ello obtuvo el galardón "Disco Rojo" otorgado por "40 Principales" de la cadena "Ser". Luego de su éxito en España, regresa a Venezuela recorriendo los circuitos de bandas y siendo nominado para varios premios. En agosto de 2000, regresa a España para formar parte del "World Dance Music Tour", presentándose durante el verano en las principales ciudades costeras. A finales de ese año, viaja a Centroamérica para tocar en países como Costa Rica y Guatemala, donde su primer sencillo aún estaba en el primer lugar de las carteleras radiales. 
A principios del 2001, durante la primera edición del Caracas Pop Festival, Malanga fue escogido para compartir tarima con Sheryl Crow y Sting. Simultáneamente, el álbum Ta' Trancao, fue lanzado en Colombia, Puerto Rico y Estados Unidos; con 2 canciones extra: "Dejala (remix)" y "Déjala (a dúo con Pastora Soler)".
Debido al éxito del álbum, viajan a Puerto Rico para realizar una gira de 2 meses, con 30 presentáciones. Posteriormente, viajan a Miami para formar parte de la gira "Planet Rock", junto a sus compatriotas Los Amigos Invisibles y los Colombianos, Aterciopelados. Para julio de 2001, regresan a Puerto Rico y realizan presentaciones junto a Juanes y los argentinos Bersuit Vergarabat.
Finalmente regresan a Venezuela, completando el resto de la gira, e inician la grabación de su segundo álbum.

### Tren de Vuelta (2002)
En enero de 2002, Malanga viajó a España para grabar su segundo álbum, Tren de Vuelta, que contó con canciones como "Latin Lover", en donde participó el salsero panameño Rubén Blades y "Acércate" donde participa Franco De Vita. Los temas: "Latin Lover" y "Si tu no estás" fueron soundtracks de la novela venezolana "Trapos íntimos", transmitida por RCTV y proyectada en 15 países de habla hispana. 
Estos temas además, alcanzaron gran difudión radial en el país. A causa de ello, Xtreme Pictures filmó el video de "Latin Lover", proyectado en canales como VH1 y MTV.
El disco fue promocionado en presentaciones en el teatro Teresa Carreño, cuando fueron teloneros del grupo chileno "La Ley" y Miguel Ríos. Paralelo a ello, "Tren de Vuelta" era editado en varios países, como: Estados Unidos, Puerto Rico, España y Argentina, entre otros. Luego, realizan más de 40 presentaciones y simultáneamente lanzaron al circuito radial los temas: "Tú lo tienes todo" y "Sexy Funky Dance".
Gracias a alianzas comerciales con marcas patrocinantes, Malanga se convirtió durante los años 2002 y 2004, en una de la banda más importantes de Venezuela. Donde se presentaron en más de 200 ocasiones a nivel nacional (Venezuela) e internacional. Durante estas presentaciones compartieron escenario con artistas venezolanos como Oscar D'León, Franco de Vita, Caramelos de Cianuro, Desorden Público, y artistas internacionales, como los mexicanos Maná (en el Concierto M) y Molotov, los españoles La Oreja de Van Gogh (también en el Concierto M), John Secada, Gloria Stefan, entre otros más.

### Nadie Quiere Estar Solo (2005)
El 9 de junio de 2005, se dio inicio a la grabación de su tercer álbum, Nadie quiere estar solo que contó con 11 temas. En octubre fue puesto en el mercado, con su tema promocional "De Caracas a Madrid", manteniéndose hasta 8 semanas en el puesto número 1 de las carteleras radiales del país. Otras canciones que alcanzaron niveles de difusión y popularidad importante fueron: "Mil Copas", "María Luisa" y "No Tienes Corazón".
Los integrantes de la banda, describen este disco como: "...muy guitarrero y con mucha influencia del Rock Latinoamericano, hay muy poca fusión en este disco...", también comentan que: "... Después de dos años y medio girando y teniendo la experiencia de tocar y experimentar, nos dimos cuenta que nos gustaba rockear un poquito más, entonces tradujimos toda esa experiencia de la tarima a un disco, y obtuvimos un producto más guitarrero y rockanrolero, que finalmente eso es lo que hacemos nosotros."
En 2007 graban el tema "Un Nuevo Motivo" dedicada a la selección de fútbol de su país, conocida como La Vinotinto.
En 2009 grabaron el álbum "Aunque mueran las flores" con 12 canciones de corte guitarrero repitiendo la fórmula del disco anterior.
El grupo ha anunciado la publicación de su quinto álbum, donde volverán a ritmos más latinos y, a las fusiones que caracterizaron su primer álbum.

## Discografía
- Ta' Trancao (1999)
- Tren de vuelta (2002)
- Nadie quiere estar solo (2005)
- Aunque mueran las flores (2009)
- Señor Malanga (2013).
- Nos Volvemos A Encontrar (2024).

## Premios
El 20 de septiembre de 2008 frente a un público de más de 100.000 personas en el Barquisimeto Top Festival, Malanga compartió escenario con las agrupaciones: Palo Santo, Chuchuwuasa y el colombiano Juanes y obtuvo el premio Estrella Doble Platino siendo uno de los más exitosos de la noche.[cita requerida]